# Parque Fundidora
El Parque Fundidora es un parque público localizado en la ciudad de Monterrey, Nuevo León, y se encuentra en los terrenos que ocupó la compañía Fundidora de Fierro y Acero de Monterrey de 1900 a 1986.
El parque se localiza en la antigua colonia Obrera al oriente del centro de Monterrey, limita al sur con la Av. Constitución, al norte con la Av. Madero, al oriente con la Av. Antonio I. Villarreal y al poniente con Av. Fundidora. Cuenta con accesos localizados principalmente en la Av. Madero y Av. Fundidora.
El parque es accesible y se puede llegar a él de varias formas: caminando desde la Macroplaza a través del Paseo Santa Lucía; utilizando el metro de Monterrey llegando a las estaciones Parque Fundidora e Y Griega que colindan con el parque; en automóvil y transporte urbano por Avenida Madero y Avenida Fundidora, las cuales cuentan con múltiples accesos y estacionamientos.

## Historia
El 5 de mayo de 1900 fue constituida la Compañía Fundidora de Fierro y Acero de Monterrey, S.A., centro fabril donde se instaló el primer alto horno de América Latina, la empresa pasó a ser propiedad federal en 1977, hasta su bancarrota en 1986, dos años después, después de haber sido declarada financieramente insolvente, en 1988 fue creado el Fideicomiso Fundidora cuyo fin es administrar el parque, actualmente el Parque Fundidora se considera un organismo público descentralizado.
La Fundidora Monterrey fue una empresa siderúrgica creada en el año 1900 por iniciativa de Vicente Ferrara, León Signoret, Eugenio Kelly y Antonio Basagoiti, quienes fueron de los primeros en vislumbrar el potencial del estado de Nuevo León como productor de acero. En ella se instaló el primer alto horno de América Latina. En 1977 la empresa funcionó a su máxima capacidad y llegó a producir hasta 100,000 toneladas anuales de acero, alcanzando la meta del millón de toneladas de acero poco antes de su cierre. El alto horno número tres fue declarado monumento protegido mediante una ley de patrimonio y se conserva en el Parque.
El Parque Fundidora no solo es un testimonio de la evolución industrial de Monterrey, sino también un faro de sostenibilidad y adaptabilidad. La transformación de un antiguo complejo siderúrgico en un espacio verde y cultural refleja la capacidad de las comunidades para redefinir su entorno. Este oasis urbano, con más de 142 hectáreas, demuestra que la armonía entre la herencia industrial, la naturaleza y la cultura es posible, ofreciendo a residentes y visitantes un lugar único donde la historia se entrelaza con la modernidad.

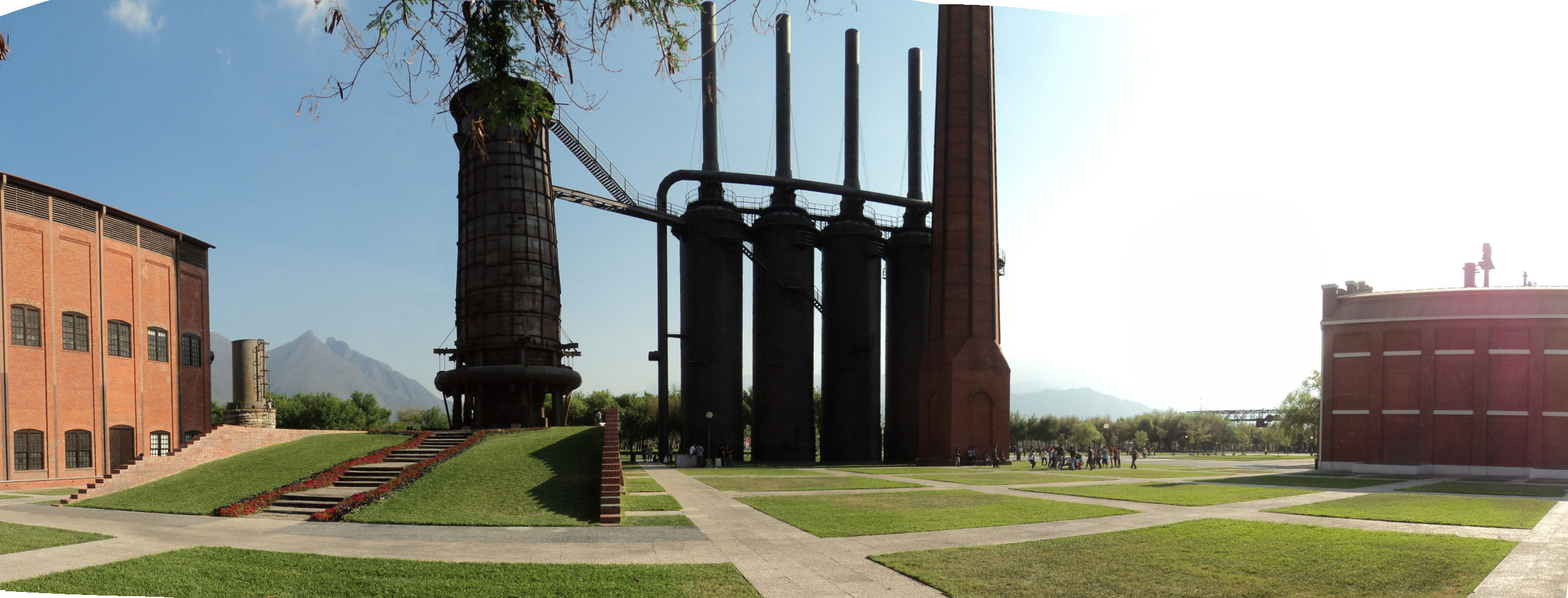
Panorámica del Pabellón Sopladores y Generadores

## Orígenes

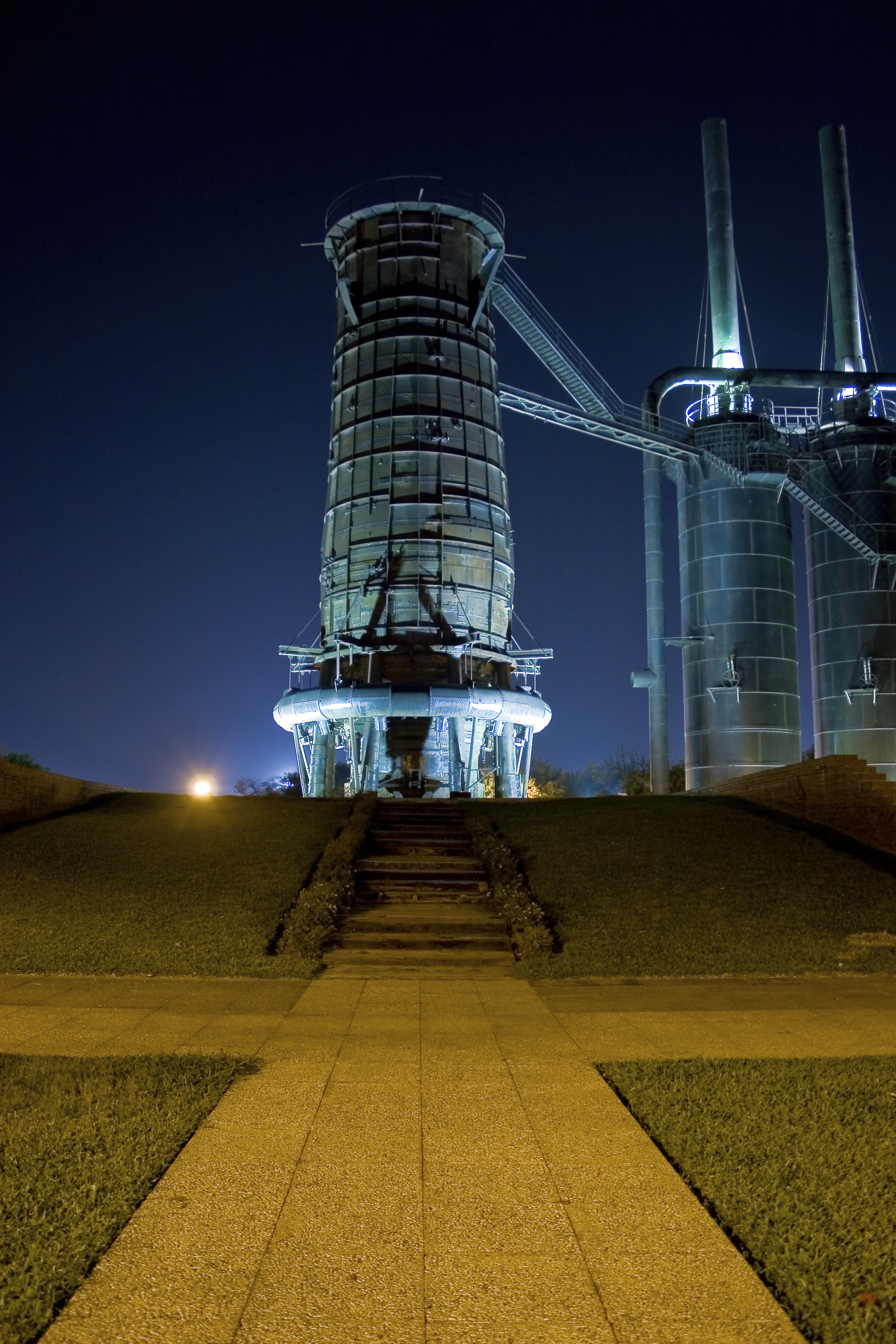
Estructura de acero del Parque Fundidora.

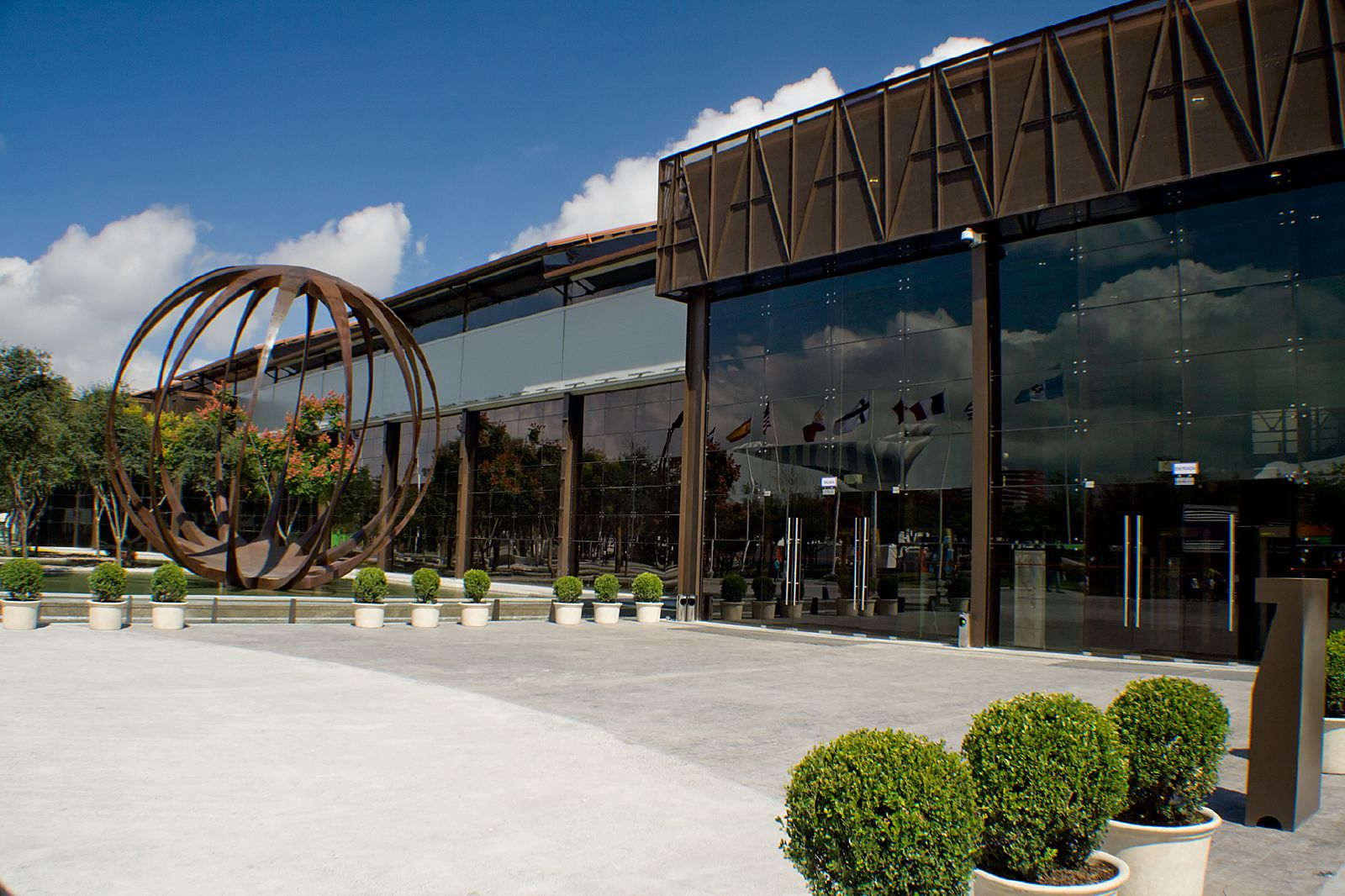
La Nave Lewis, hoy Centro de Exposiciones del Parque Fundidora.

Los lineamientos a seguir después del cierre de Fundidora Monterrey, S.A. consistieron en liquidar a obreros y empleados de la empresa. Posteriormente se realizaron los trámites para determinar la utilidad que tendrían los terrenos e instalaciones de la extinta Fundidora, para lo cual el presidente de México, Miguel de la Madrid, no vaciló en cederlos al gobierno del Estado de Nuevo León para la creación de un Parque Ecológico. Las primeras acciones fueron el proceso de desmantelamiento para realizar espacios que dieran opción a la siembra de árboles y construcciones establecidas.
En julio de 1989 se aceptó por parte de la Secretaría de Desarrollo Urbano y Ecología un Plan Maestro para la creación del Parque Fundidora, de él, se desprendieron otros planes maestros que contribuyeron a incrementar la oferta turística, cultural y de esparcimiento a la comunidad regiomontana con la construcción del Centro de Exhibiciones hoy conocido como CINTERMEX (Centro Internacional de Negocios), un Parque de Béisbol infantil para sede de ligas pequeñas del Estado de Nuevo León, restauración de los edificios de la Antigua Escuela Adolfo Prieto y la Recreativa Acero, proyectados para eventos sociales y culturales; la Arena Monterrey, un hotel cinco estrellas, una feria de diversiones, un teatro al aire libre y un Archivo Histórico de Fundidora.
Con el resultado obtenido, en la apertura de dichos proyectos, el 24 de febrero de 2001, el Parque Fundidora logra concretar su máxima transformación al ser declarado Museo de Sitio de Arqueología Industrial, con su tradición histórica como elemento principal dispuesto al servicio de la comunidad.
Dentro de la administración 2003-2009, el Plan de Desarrollo Estatal contempló la integración del Parque Fundidora con la Macroplaza a través de la segunda sección "Fundidora II" en la que se agregó una extensión de 28 hectáreas adicionales. Además se inauguraron nuevos atractivos como la Pista de Hielo Fundidora, La Casa de los Loros, el Museo del Acero Horno 3, el embarcadero "El Crisol", el Paseo de la Mujer, el Macroestacionamiento y el Centro de Exposiciones Fundidora, antigua nave del Molino de Combinación Lewis.
Asimismo, el 10 de julio de 2006 se publicó en el Periódico Oficial de la Federación, la Ley que crea al Organismo Público Descentralizado, denominado Parque Fundidora, O.P.D., por lo que el 31 de octubre del mismo año, se deja de operar administrativamente como Fideicomiso Parque Fundidora. Con ello, el Parque Fundidora logró su máxima transformación al constituirse como un sitio ideal para el esparcimiento de las familias nuevoleonesas, una importante atracción turística, un lugar para espectáculos diversos, verbenas populares, festivales, bandas y conciertos; un pulmón para la ciudad y sobre todo un equipamiento trascendente para Nuevo León, en donde se fortalece nuestra identidad, conciencia y el conocimiento de nuestra historia industrial.

## Actualidad

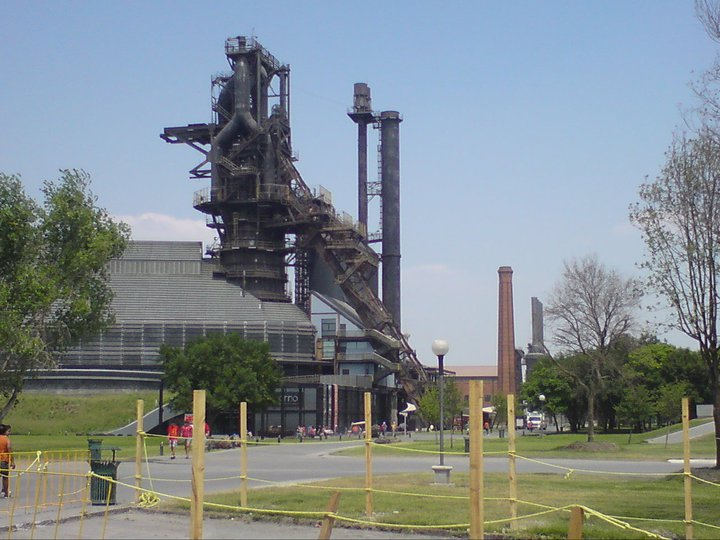
Este es el Horno 3 en el Parque Fundidora

El Parque Fundidora es considerado un Museo de Sitio de Arqueología Industrial, se creó con la intención de ofrecer a las familias de Nuevo León un lugar de descanso, donde se pueda practicar el deporte, además de una oferta de entretenimiento, actividades de formación, encuentros empresariales, pasarelas comerciales y de fomento cultural y artístico.
Tiene una sala de cines de arte conocida como la cineteca de Nuevo León, una pinacoteca con dos salas de exposiciones, mediateca, taller infantil y un teatro con capacidad para 350 personas, un museo interactivo sobre el origen del acero el cual posee área de exposiciones y un mirador donde se puede observar el centro de Monterrey.
Uno de los sitios más atractivos y visitados del parque Fundidora es el Horno 3, actualmente se considera el único horno abierto al público en todo el mundo....

### Instalaciones

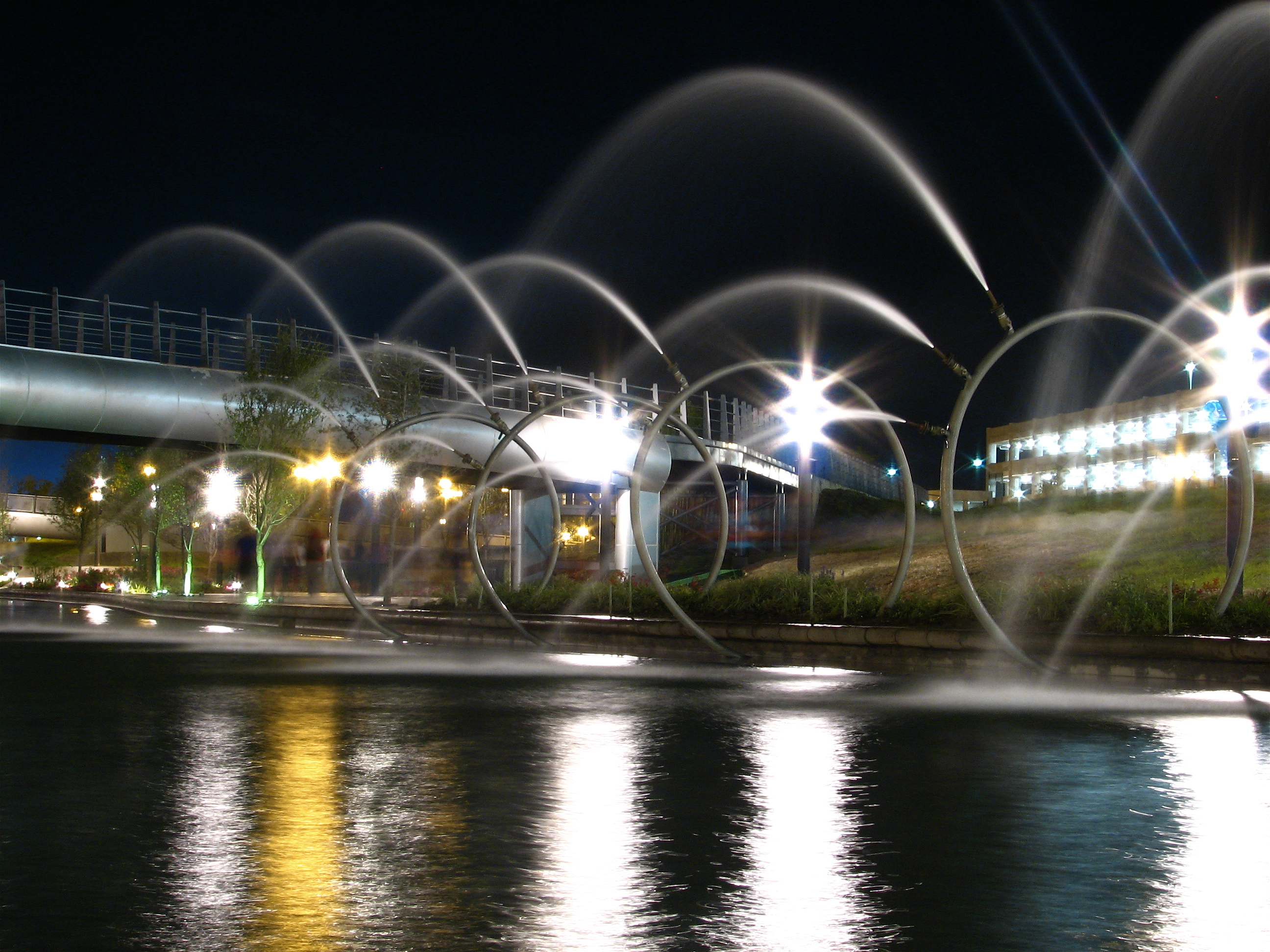
Fuente en el Parque Fundidora.

Hecho un trabajo de generación muy importante, se construyeron una serie de andadores y calles para facilitar el recorrido dentro del mismo. En las instalaciones se crearon espacios de distribución peatonal, de recreo y descanso como son plazas que permiten uniones de calles, redes y centros de distribución peatonal. Dentro de las instalaciones se encuentra la Plaza de los Visionarios donde se rinde homenaje a los hombres que tuvieron la iniciativa de crear aquella empresa, hace ya más de un siglo.
La Plaza Grúa Portal tiene una extensión de 3,200 m² donde se puede apreciar la enorme grúa puente del horno alto número 3 ahora convertido en el museo del acero. La Plaza B.O.F' que significa (Basic Oxygen Furnace) horno básico de oxígeno y el Lago Aceración, que constituyen una de las zonas más impresionantes del recinto, donde se hallan las antiguas chimeneas del departamento de aceración y el enorme lago Aceración, que ocupa 2,4 ha, pero no es el único espejo de agua del parque, ya que hay otro lago dentro de las instalaciones, se llama el Raje. El raje es una expresión de los obreros de la construcción, que denomina la acción de abrir un tajo, este se creó en 1950, luego de una intervención en el suelo en busca de un manantial. Otro lugar interesante es la plaza del alto horno N.º 3, situado a espaldas de lo que fue la instalación del horno alto y que hace las funciones de vestíbulo de acceso al auditorio de la Fundidora.
En las instalaciones se encuentra otra plaza esta es la del alto horno N.º 1, este lugar fue declarado Sitio Histórico relevante por la American Society for Metals, en ella se pueden apreciar diferentes estructuras y equipamientos, como los equipos auxiliares, las cinco estufas de precalentamiento, la chimenea de ladrillo y la nave de los ingenios de soplo.

## Lugares de interés

### Cintermex

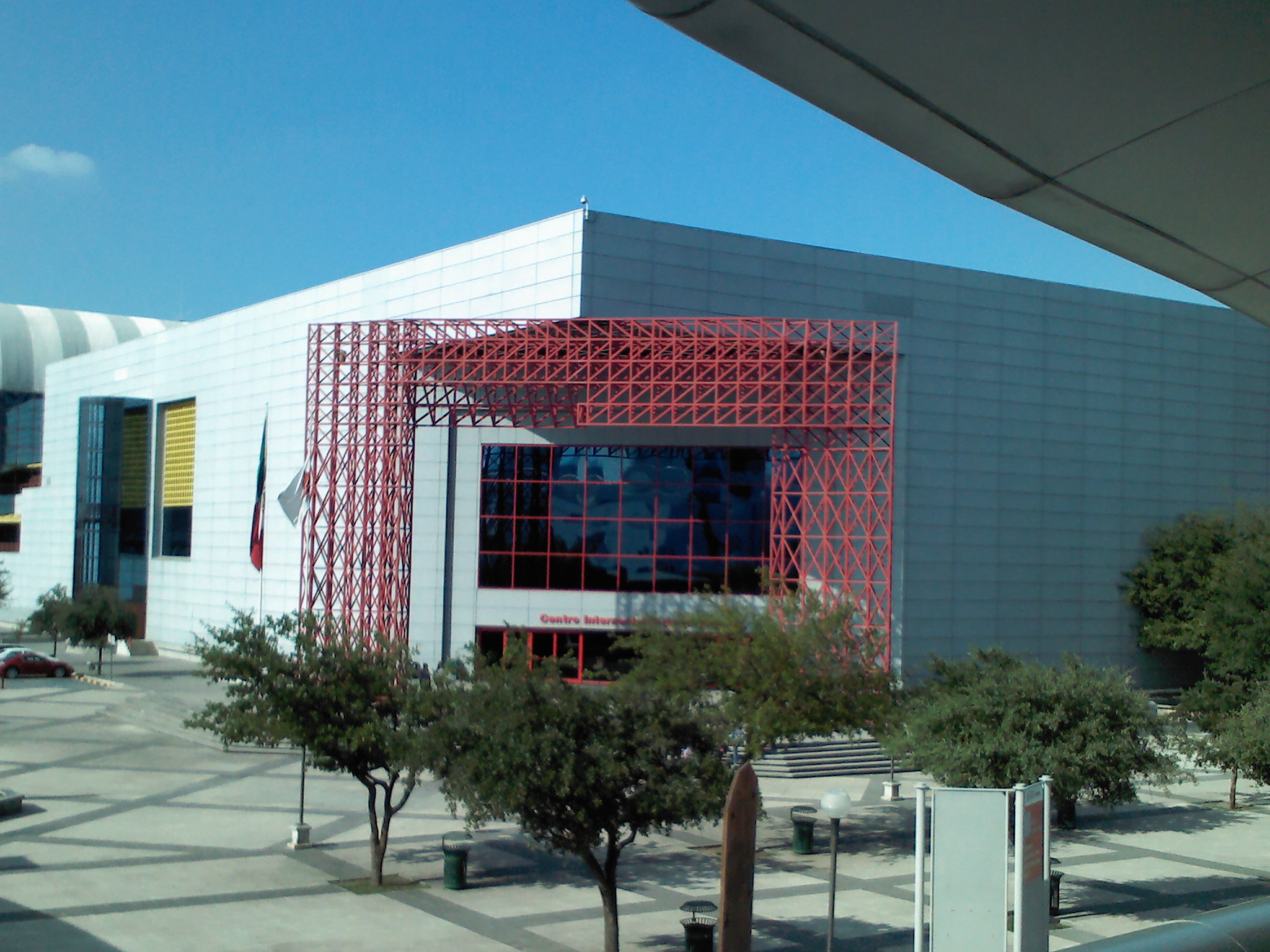
Vista exterior de CINTERMEX.

El Centro Internacional de Negocios Monterrey, conocido como CINTERMEX, es un centro de convenciones, de exposiciones y negocios que se inauguró el 25 de abril de 1991. Alberga más de 600 eventos por año, desde congresos y reuniones hasta exposiciones de consumo e industriales, recibe a 4 millones de visitantes por año. Cintermex cuenta con un restaurante en su interior, llamado "La Arcada". Está dividido en cinco espacios:
- Terraza exterior con vista al Parque Fundidora
- Terraza interior
- Área principal con servicio de barra
- Área de bar y servicio a la carta (comida internacional)
- Una sala privada para 10 personas llamada 1800.

### Paseo Santa Lucía

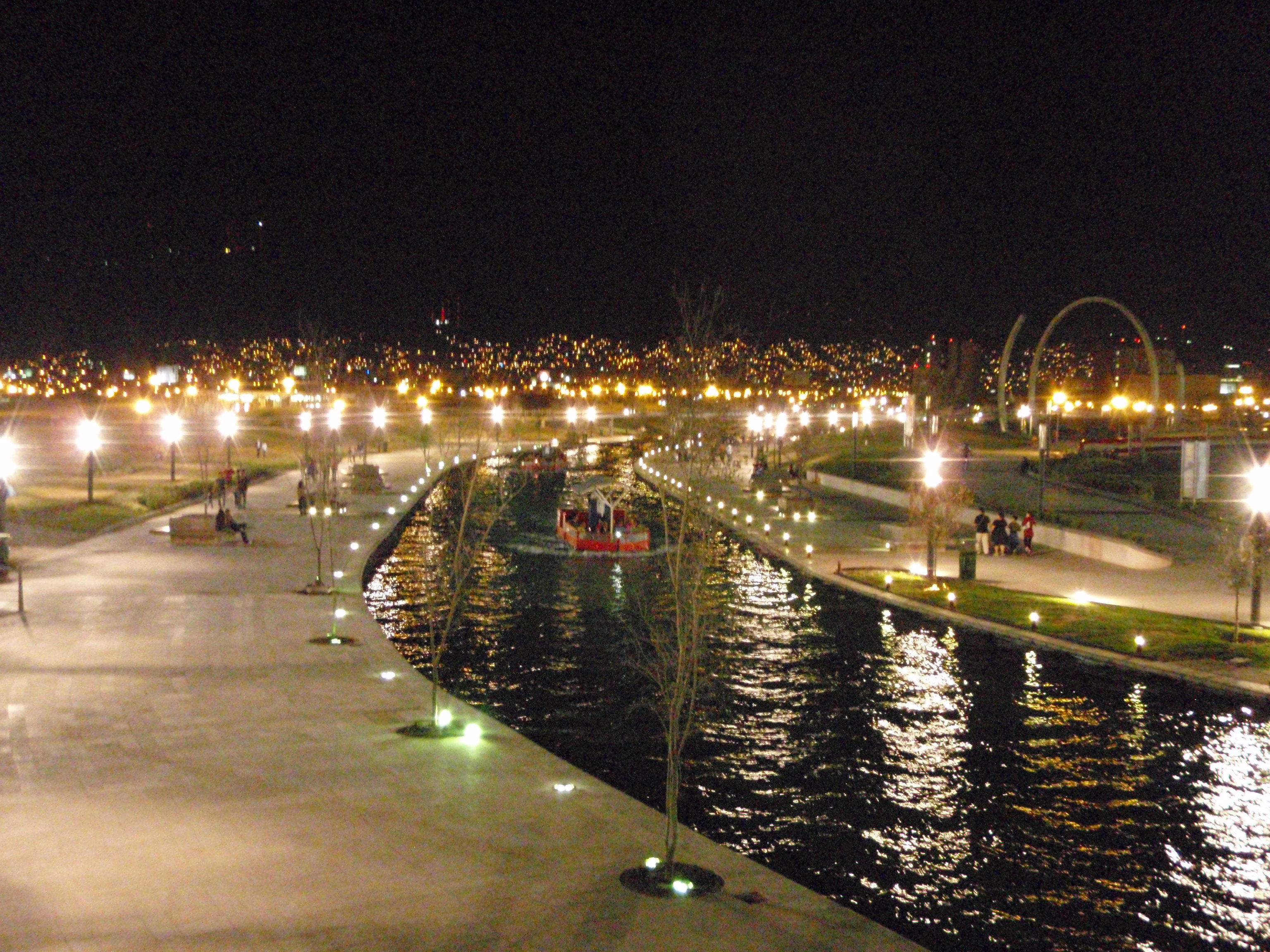
Vista nocturna de Santa Lucía.

El Paseo Santa Lucía es un canal o río artificial y vía peatonal que se encuentra ubicado en el primer cuadro de la ciudad. La obra (inspirada en el River Walk de San Antonio, Texas) fue inaugurada el 16 de septiembre de 2007 con motivo del Fórum Universal de las Culturas 2007 que se llevó a cabo en Monterrey en su segunda edición del 20 de septiembre al 8 de diciembre de 2007.
El Paseo conecta la Macroplaza y el Parque Fundidora, y su principal atractivo es su canal con una profundidad de 1.20 metros por el cual navegan pequeñas embarcaciones con capacidad para 40 personas acompañados de un guía. El Paseo, cuyos muelles están ubicados a lado del Museo de Historia Mexicana y en el Parque Fundidora, está adornado por 24 fuentes y varias obras escultóricas. Una de las más importantes es la escultura monumental "La Lagartera", del artista oaxaqueño Francisco Toledo, instalada en el espejo de agua del Paseo, frente al Museo de Historia Mexicana. La obra se trata de una pieza de forma rectangular en altorrelieve, que plasma el nado de varios lagartos sobre una superficie de escamas en diferentes escalas, de los cuales emergen ranas, peces, cangrejos, tortugas y lagartos. Esta obra es la primera escultura en gran formato realizada por el autor. Otra relevante escultura es un inukshuk original, una de las cinco obras inuit que el gobierno de Canadá ha donado a cinco ciudades en el mundo.

### Arena Monterrey
Artículo Principal: Arena Monterrey

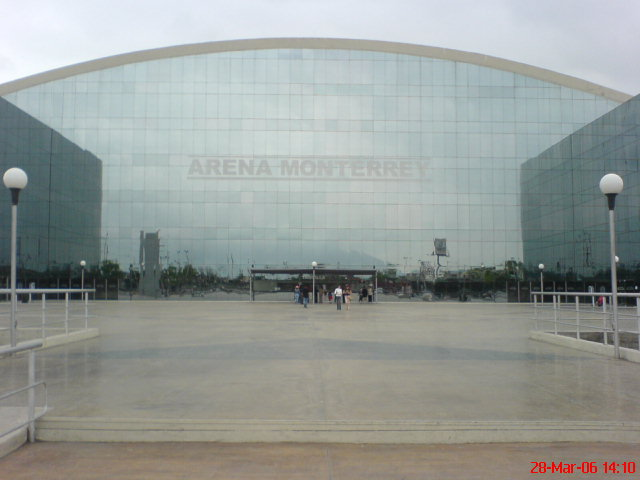
Entrada a la Arena Monterrey.

Es principalmente usada para conciertos, espectáculos y deportes techados como el fútbol rápido y el baloncesto. Sede del equipo de fútbol rápido Flash de Monterrey.
La Arena Monterrey cuenta con la infraestructura capaz, para que en ella se realicen hasta 150 eventos al año, que atraen alrededor de dos millones de asistentes:
- Eventos por año: 150 eventos deportivos, culturales, musicales y sociales.
- Niveles: Cielo, Oro, Platino, General, Administración, Sótano, Cancha.
- Estacionamiento: 900 cajones exclusivos y más de 1200 cajones disponibles en el parque.

La actividad en la Arena Monterrey se concentra en los siguientes tipos de eventos: deportivos, culturales, conciertos, convenciones y exposiciones de clase mundial, y eventos privados.

### Torre Ciudadana

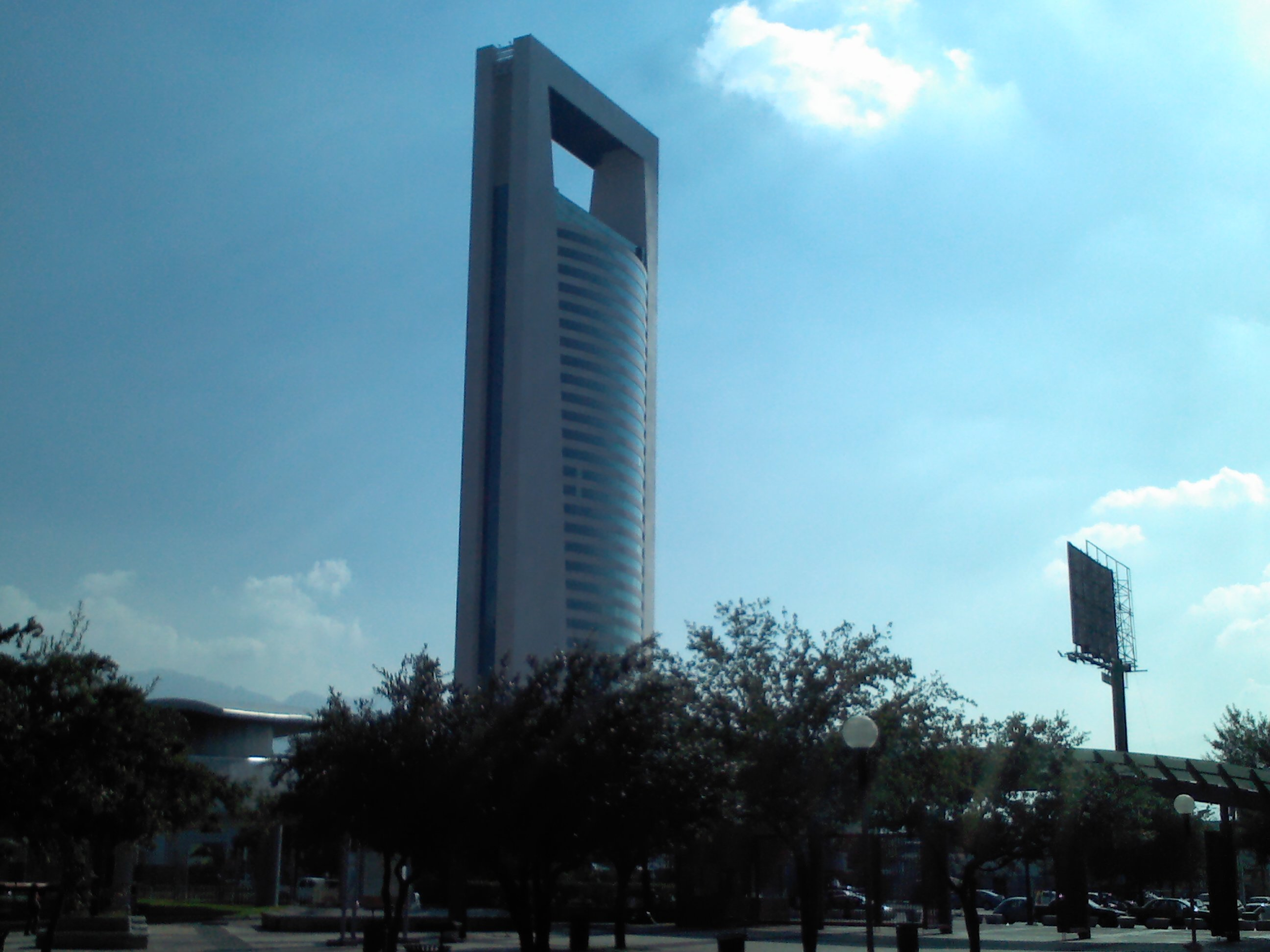
Vista de la Torre Ciudadana desde CINTERMEX.

El propietario de la torre es el Gobierno del Estado de Nuevo León, ya que el uso de este edificio es de oficinas del gobierno.
Algunas características de este edificio son:
- Altura: 180 metros.
- Número de pisos: 36.

Actualmente es el segundo edificio más alto de la ciudad de Monterrey y cuarto de su área metropolitana.

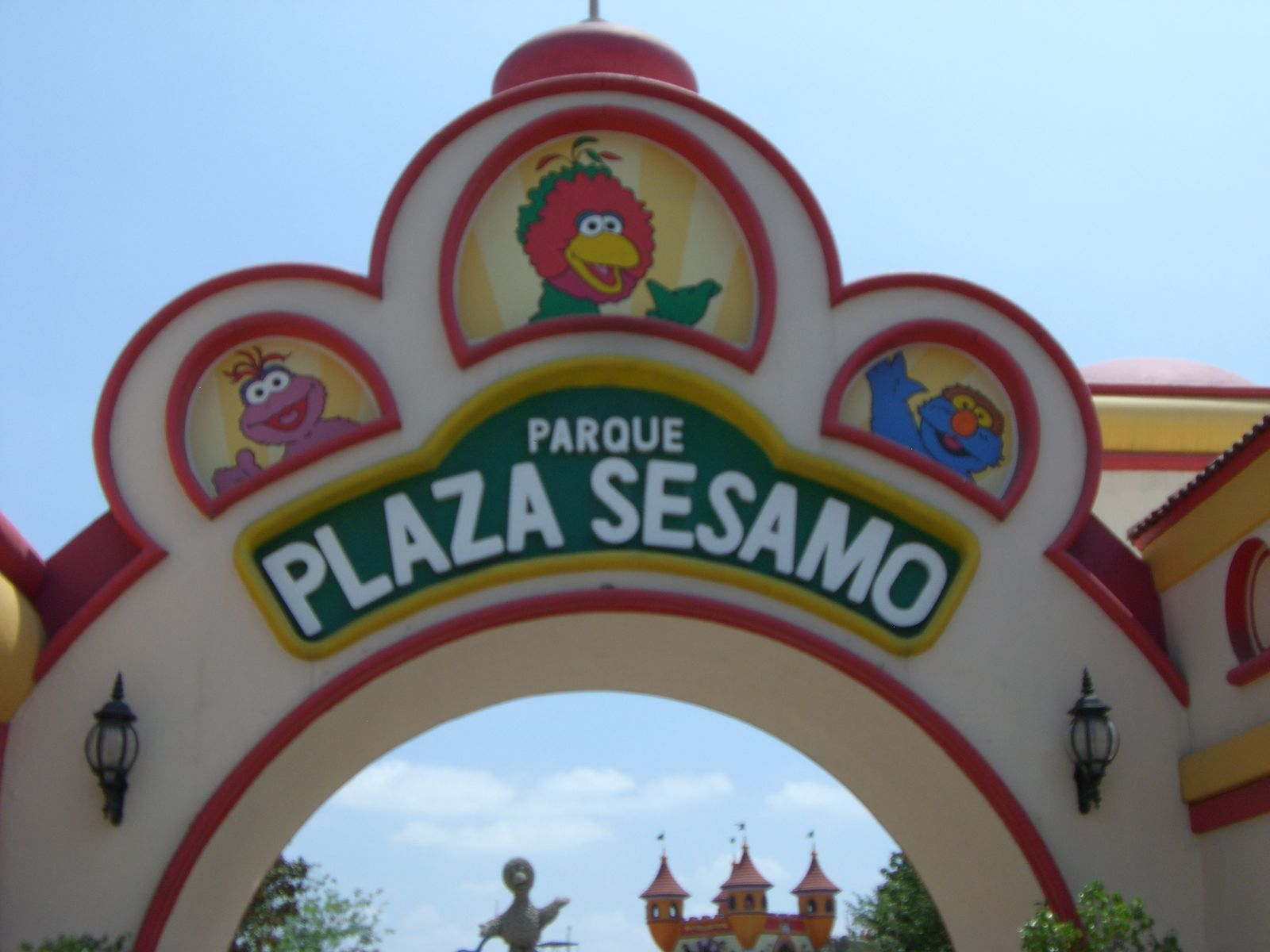
Entrada al Parque Plaza Sésamo.

### Parque Plaza Sésamo
Este parque fue inaugurado en 1995. Tiene diferentes espacios de juegos:
- Aquamundo, con atracciones acuáticas como: Río Feliz, Aquaventuras, Locoboganes, Flash y Superflash, Rápidos y Superápidos, entre otras.

- Isla Aventura, en donde se encuentran: Llantas, Asoleadero, Mar Aventura y Mar Bucaneros.

- Villasésamo, con juegos como el Space Shot, Ovni, Burbujas, Tornado, el Castillo del Conde Contar, etc.

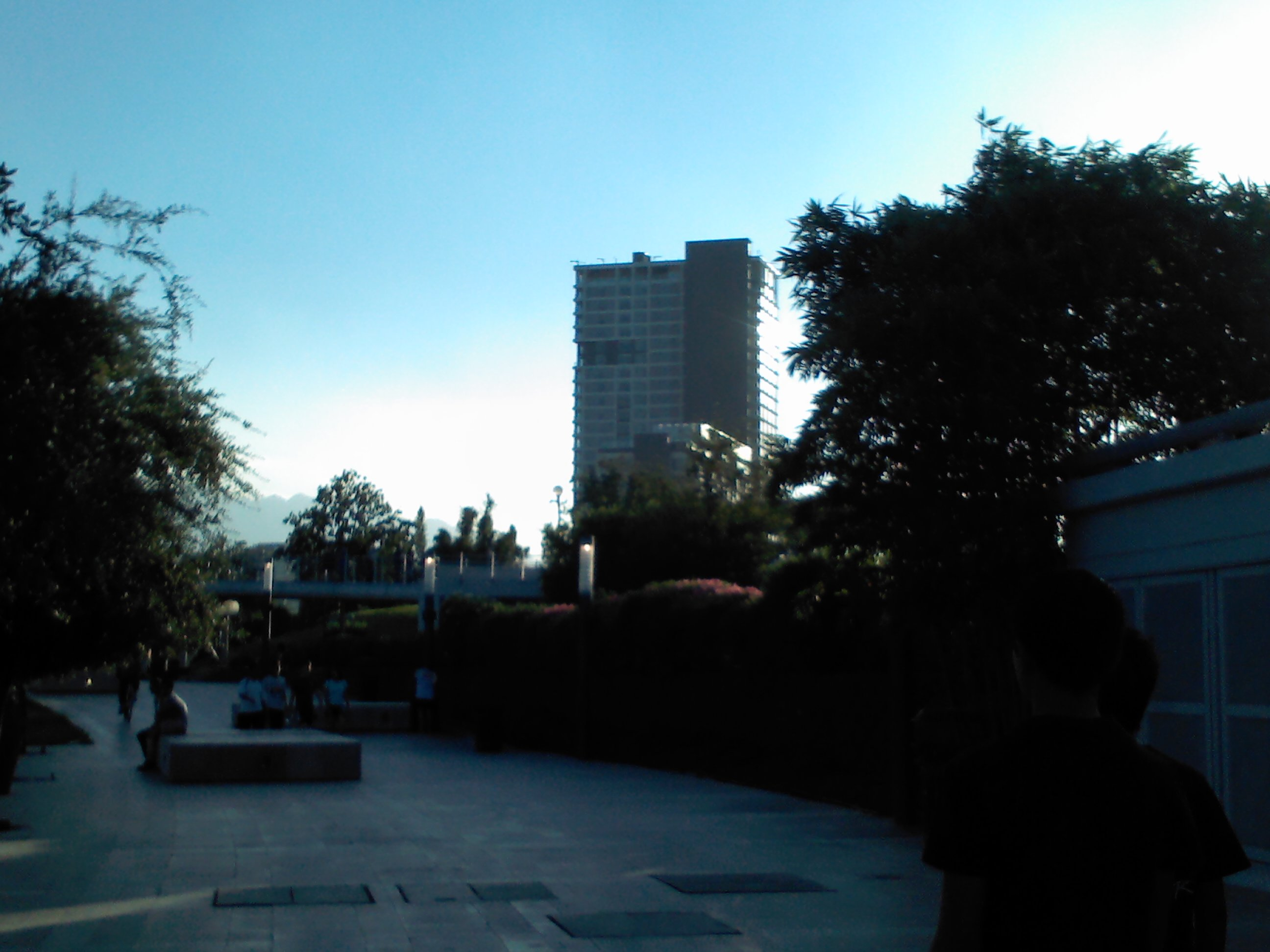
Vista del edificio La Capital desde Santa Lucía.

### Edificio La Capital
El edificio La Capital fue inaugurado en el año de 2013. Se encuentra ubicado en la calle Washington en el centro de Monterrey. Este edificio cuenta con departamentos y la planta baja con un centro comercial.

### Auditorio Banamex
Artículo Principal: Auditorio Banamex
Es un inmueble cerrado ubicado dentro del Parque Fundidora en la ciudad de Monterrey, Nuevo León, y está considerado actualmente como una de las salas para realización de espectáculos más funcionales de México. Desde su reinauguración en septiembre de 2010, ha albergado una gran cantidad de eventos nacionales e internacionales, que incluyen conciertos de artistas internacionales y nacionales como Britney Spears, Kiss, Chayanne, Enrique Bunbury, Miguel Bosé, Iron Maiden, Luis Miguel, Rammstein, Zoé, Interpol, The Strokes, Caifanes, Alejandra Guzmán, entre otros.

## Eventos
El festival Pal Norte y el Machaca Fest, así como otros festivales de música, son realizados cada año en el Parque Fundidora.

## Galería de imágenes

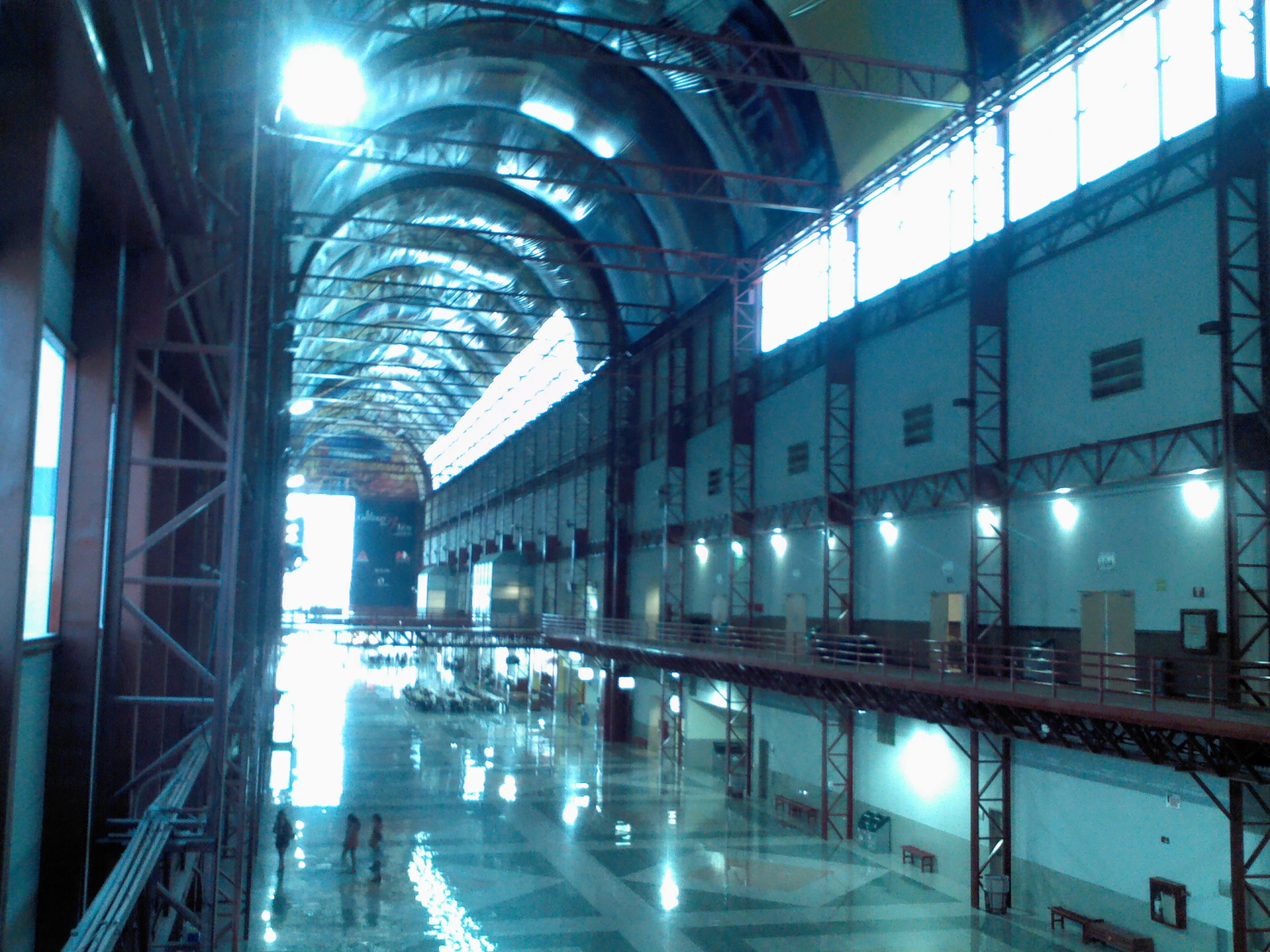
Interior de CINTERMEX.
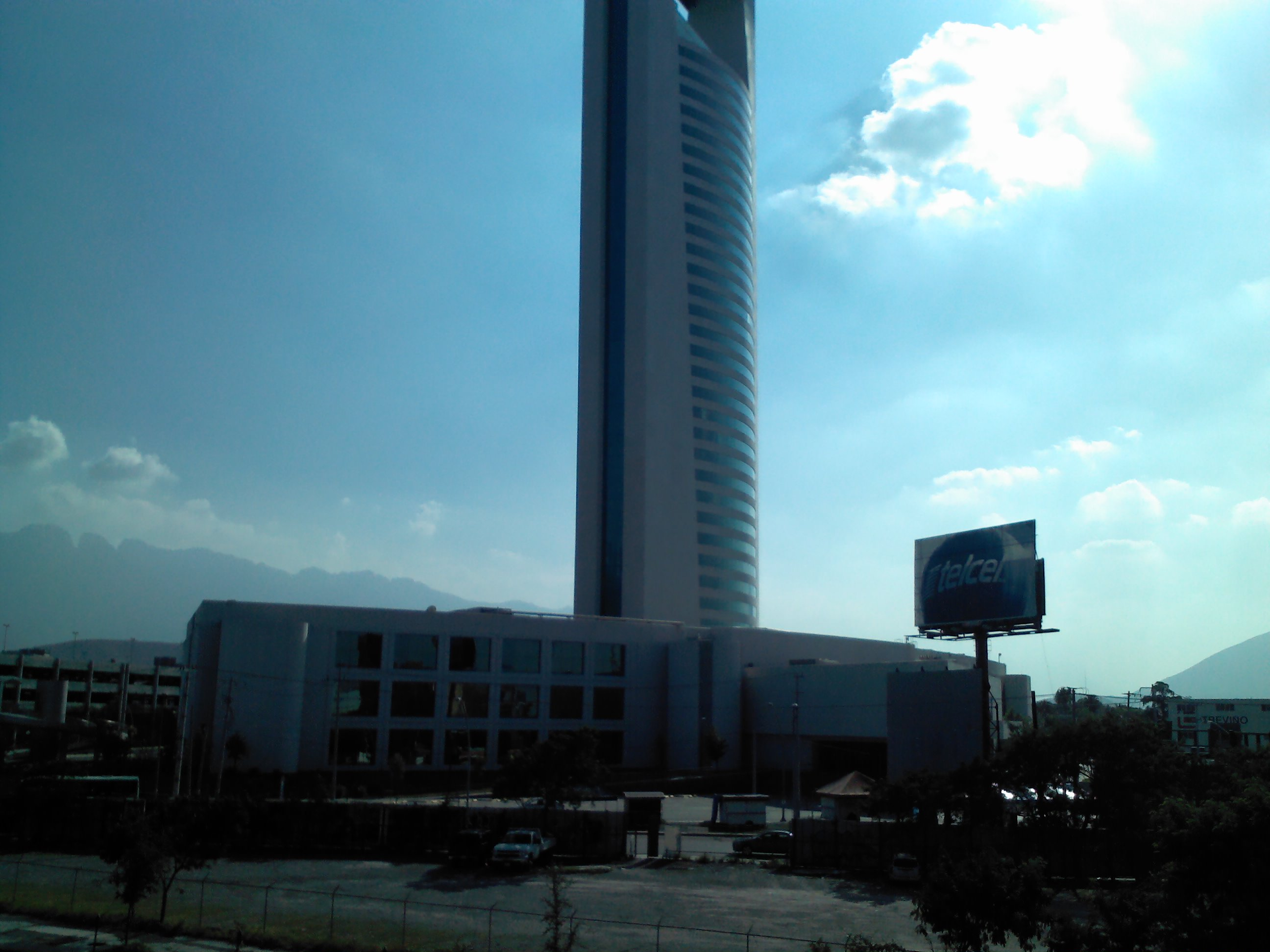
Vista a la torre.
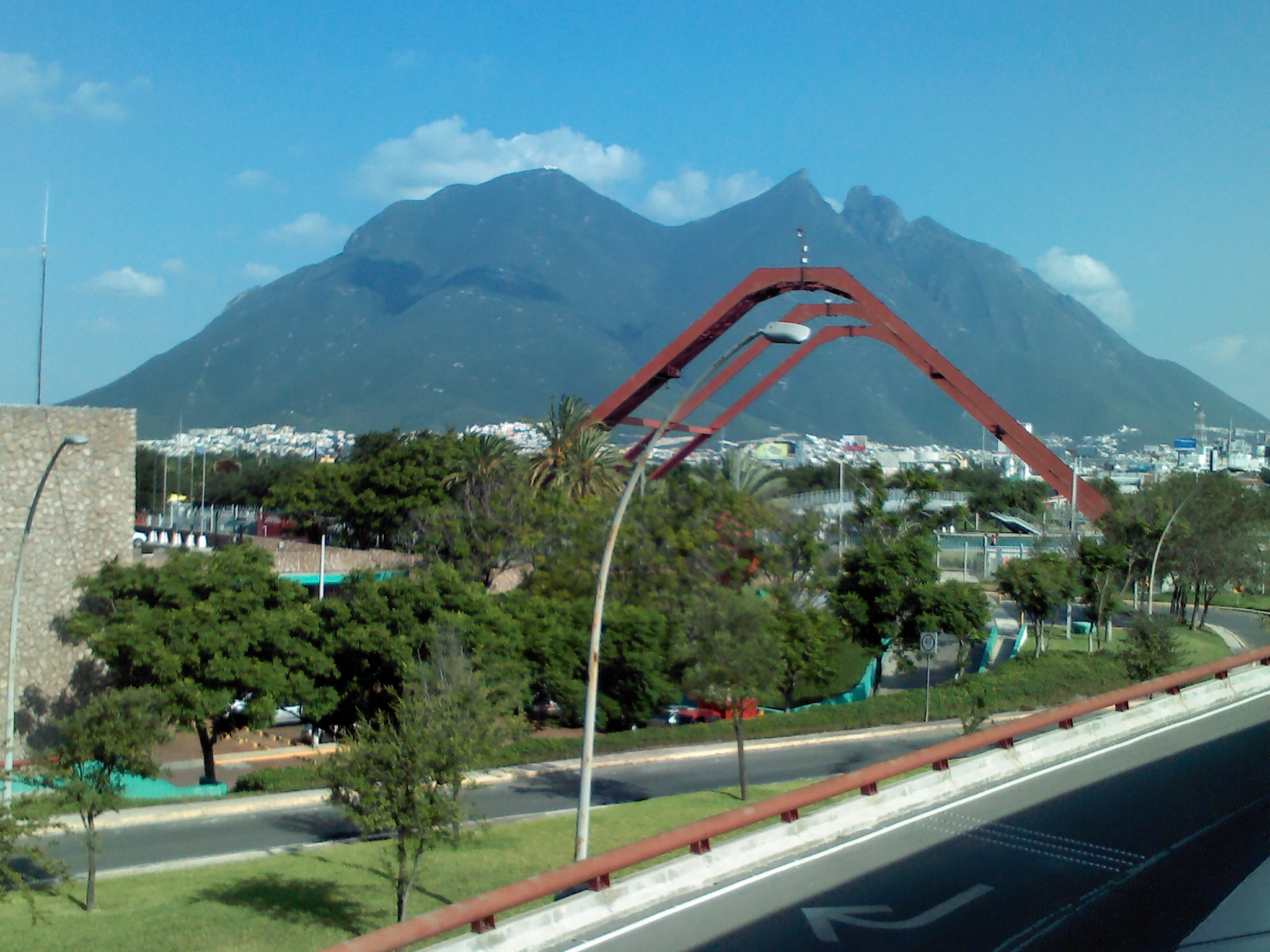
Vista a fundidora.
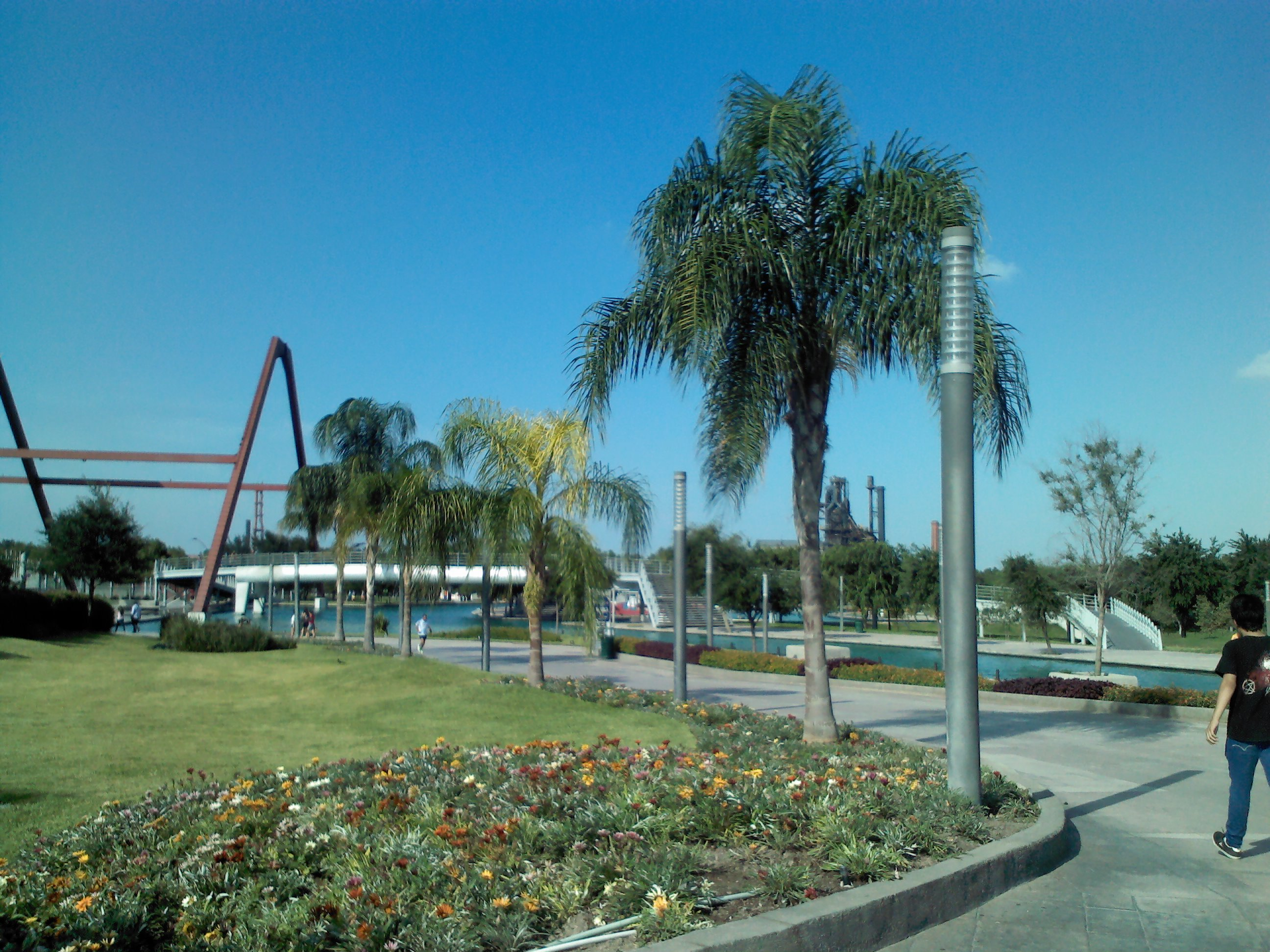
Paseo Santa Lucía.
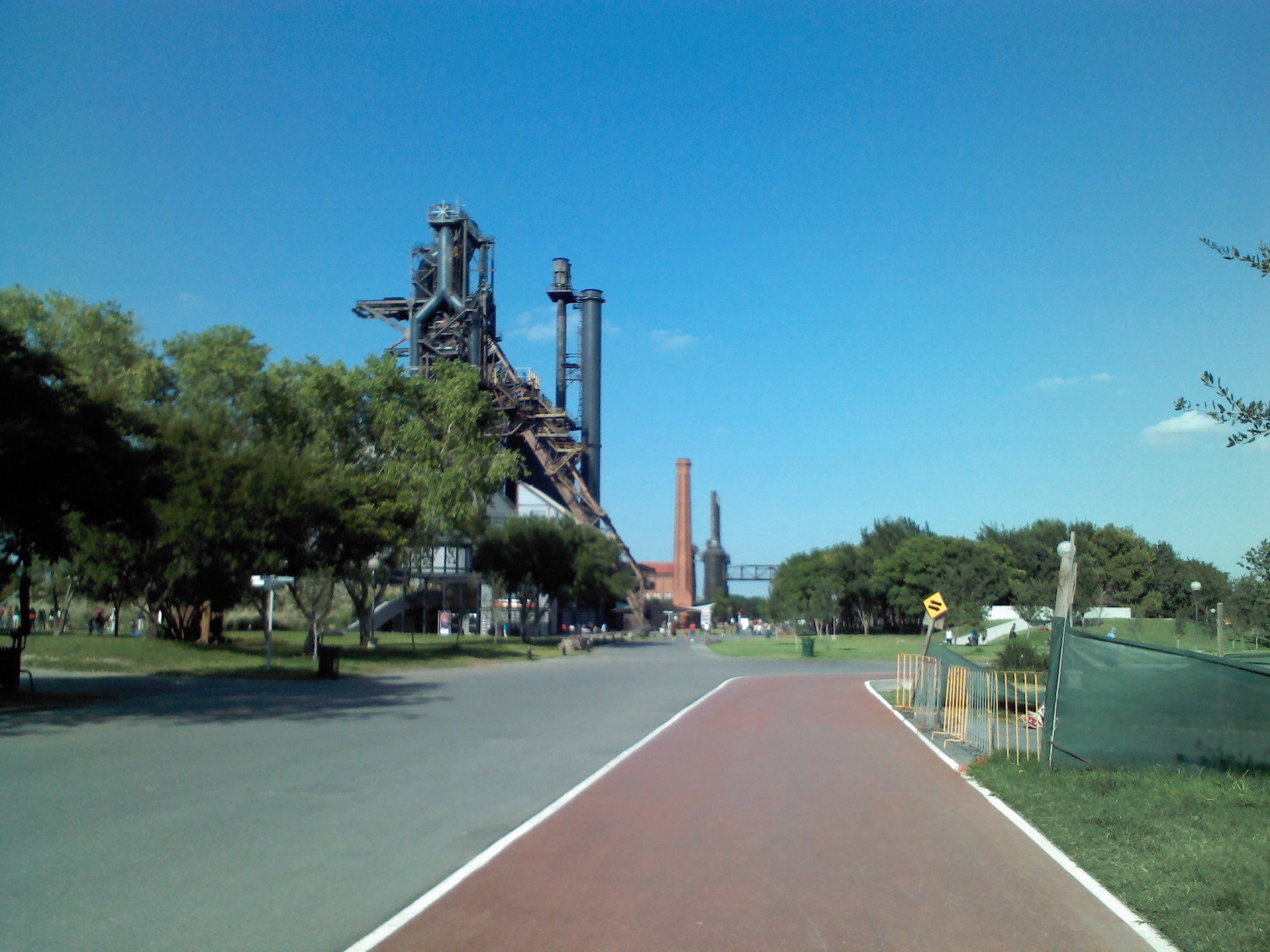
Vista al Horno 3.
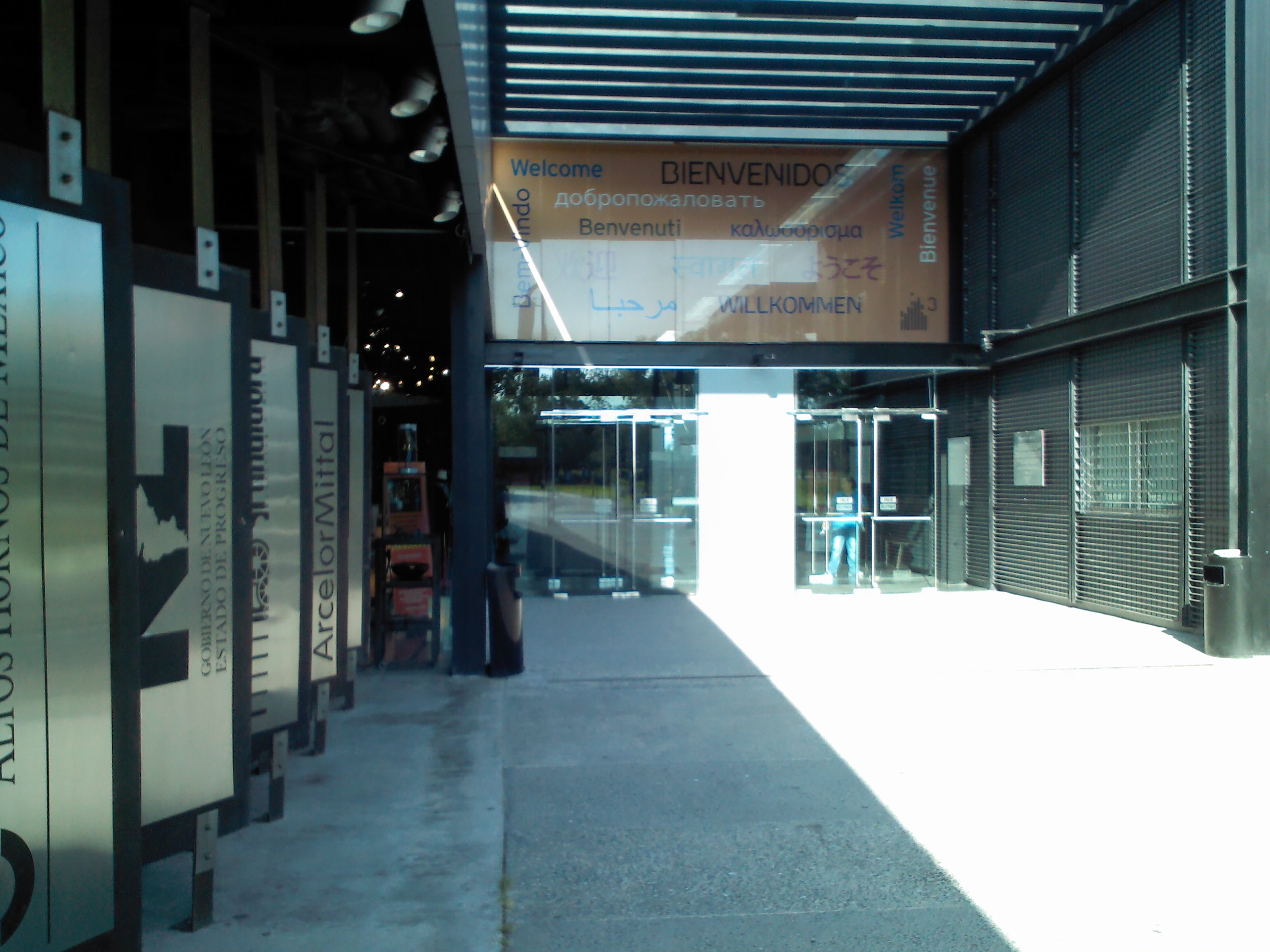
Entrada al museo.
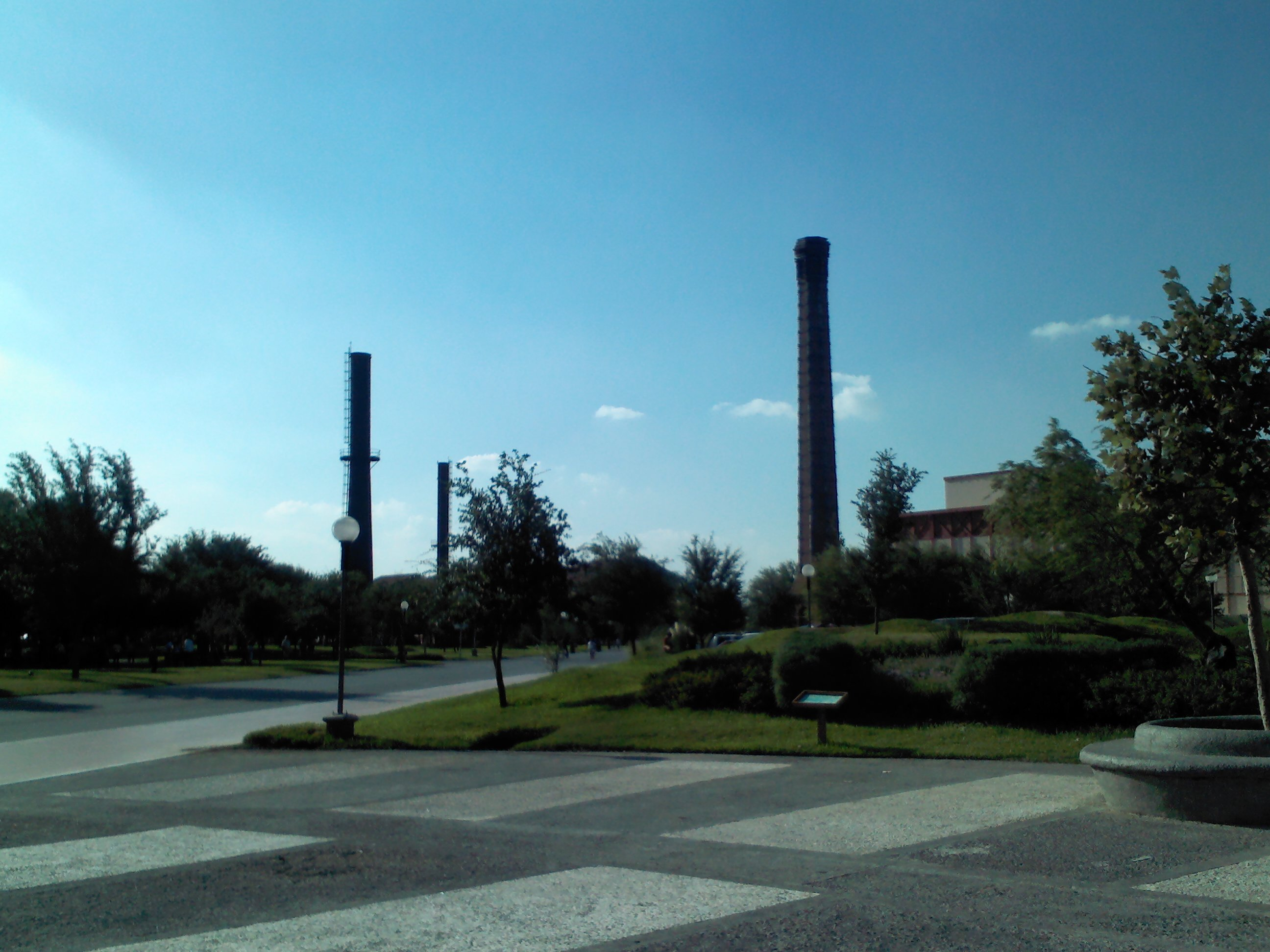
Parque Fundidora.
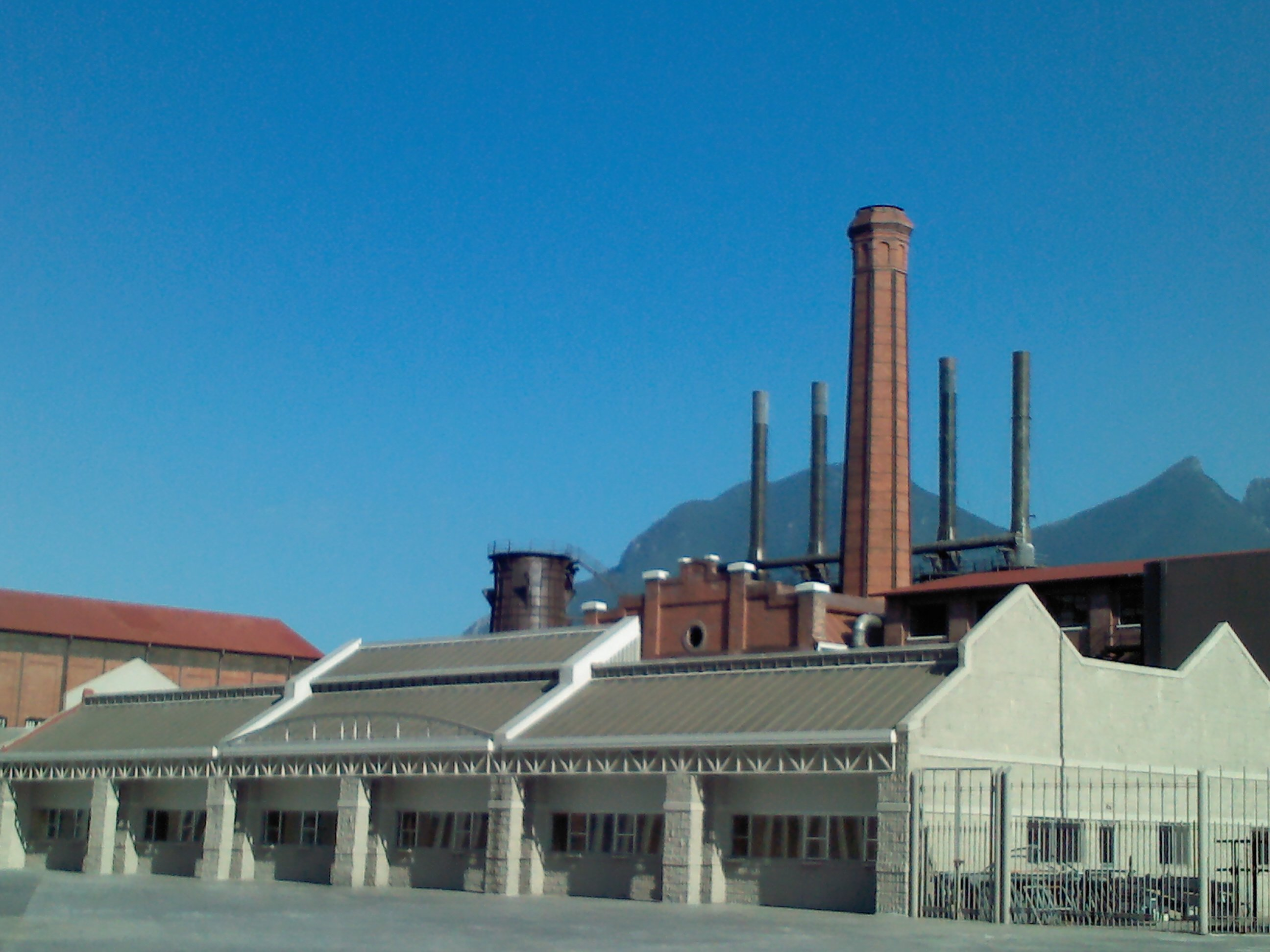
Chimeneas del parque y vista al Cerro de la Silla.
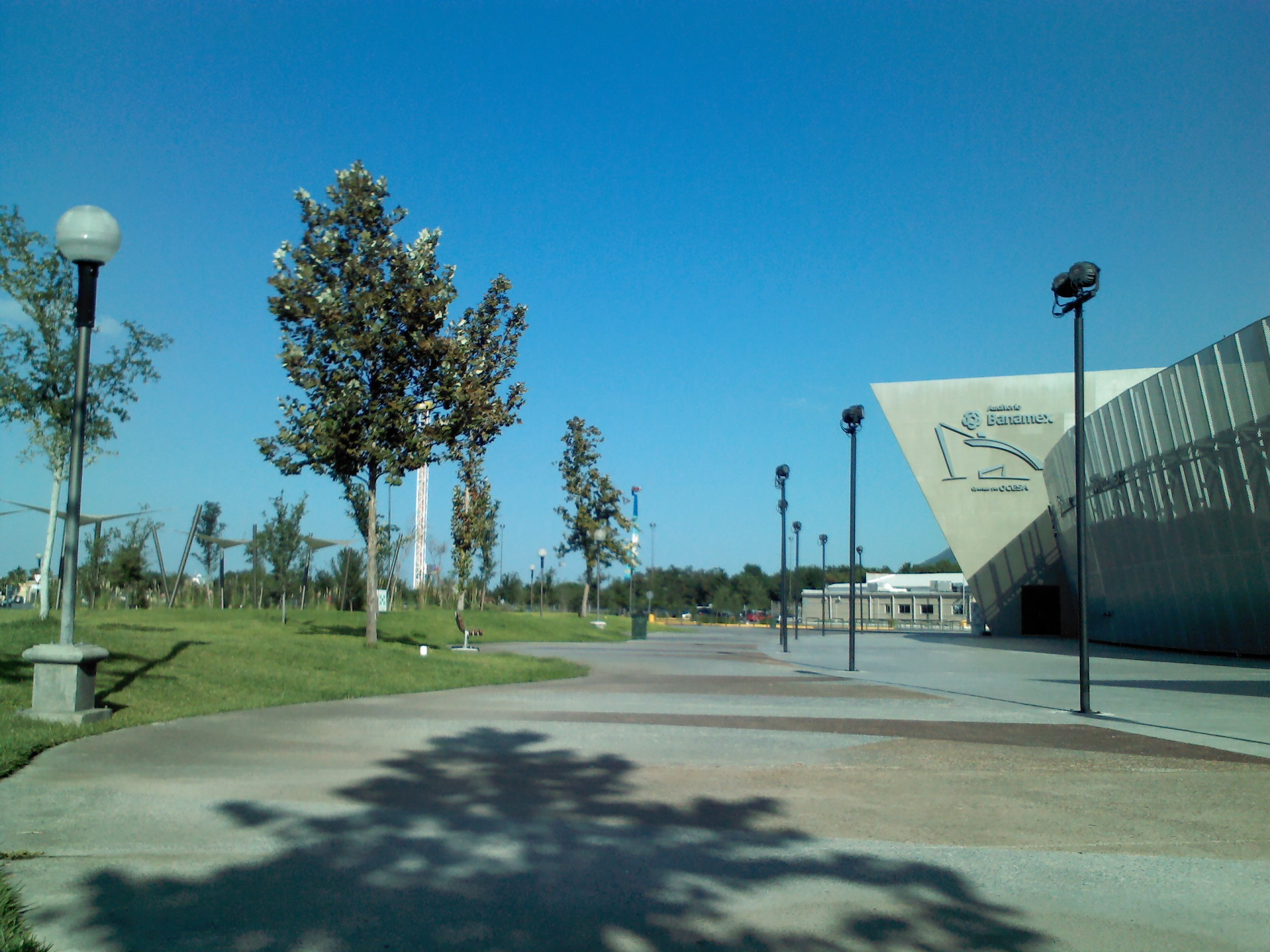
El auditorio y el parque.
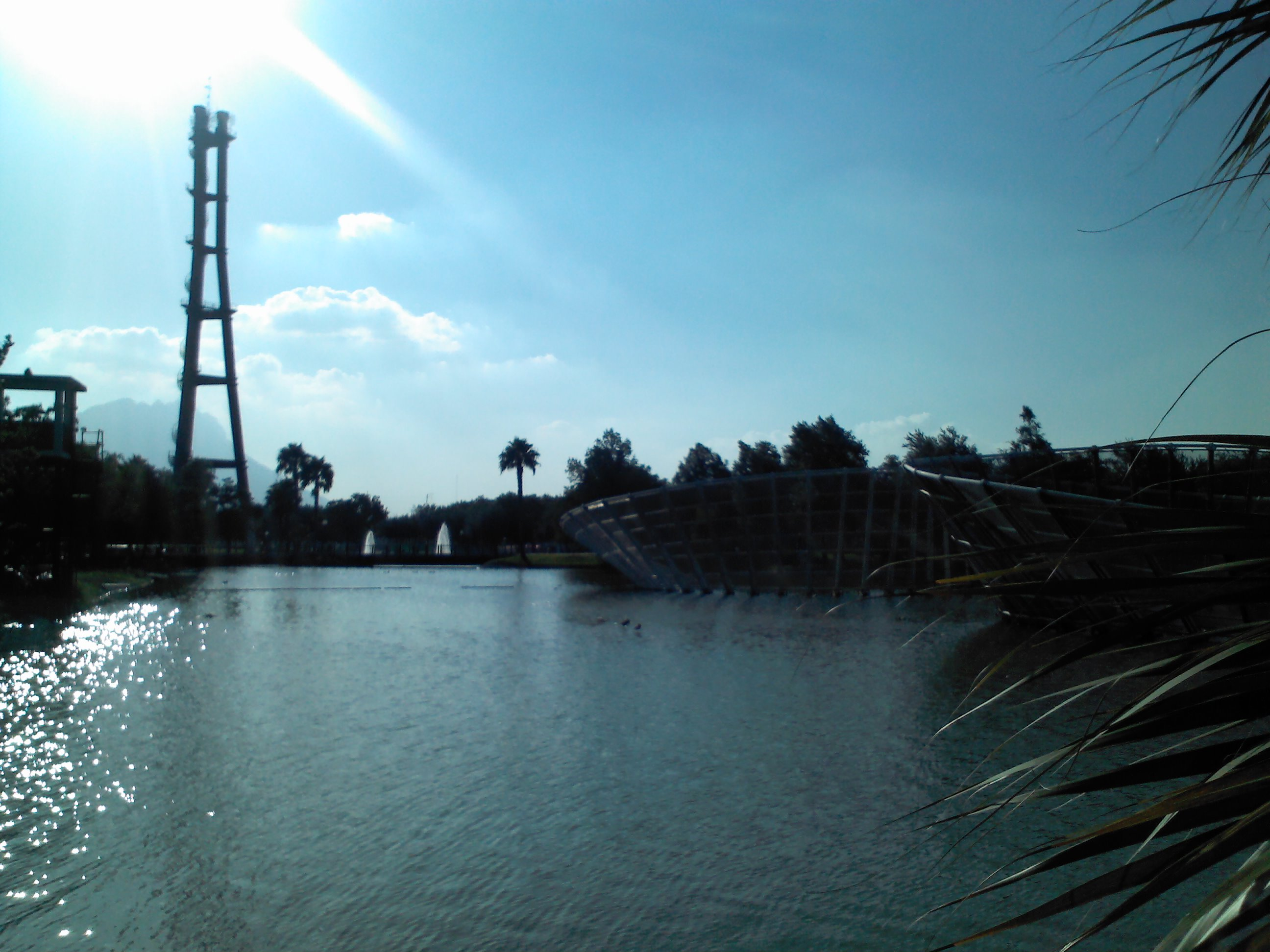
Lago Fundidora.